# Walter Fedorick
Walter Fedorick, född 30 januari 1918, död 18 mars 1979, var en friidrottare från Kanada. Han deltog vid olympiska sommarspelen 1948.